# Reifstein

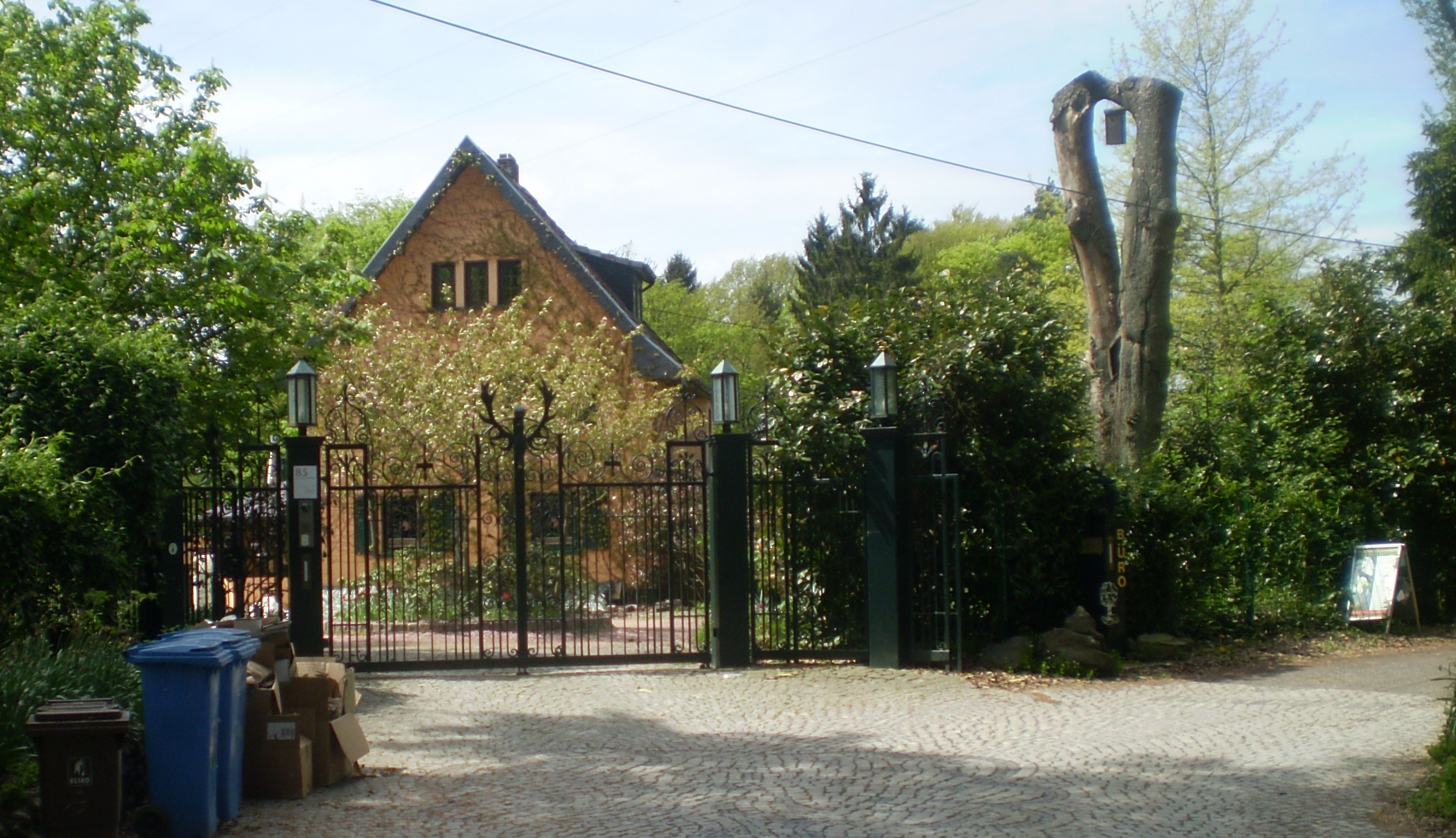
Das Forsthaus Reifstein (2012)

Reifstein ist ein Wohnplatz der Ortsgemeinde Erpel im rheinland-pfälzischen Landkreis Neuwied.

## Geographie
Der Wohnplatz liegt am Rande des Erpeler Kirchpielwalds im Osten des Erpeler Gemeindegebiets auf 350 m ü. NHN, unmittelbar nördlich von Kretzhaus (Stadt Linz am Rhein) und westlich von Kalenborn (Ortsgemeinde Vettelschoß). Die Landesstraße 253 (Linz–Rottbitze) führt östlich in Nord-Süd-Richtung vorbei und wird direkt bei Reifstein von der Kasbachtalbahn überquert, die von Linz aus kommend in Kalenborn ihren Endpunkt hat. Westlich von Reifstein erhebt sich der Steinhübel (357,6 m ü. NN), nördlich beginnt an der Einmündung der nach Bruchhausen hinabführenden Landesstraße 252 (Unkel–Kretzhaus/Kalenborn) in die L 253 eine am Asberg vorbeiführende Forststraße in Verlängerung des Stellwegs.

## Geschichte

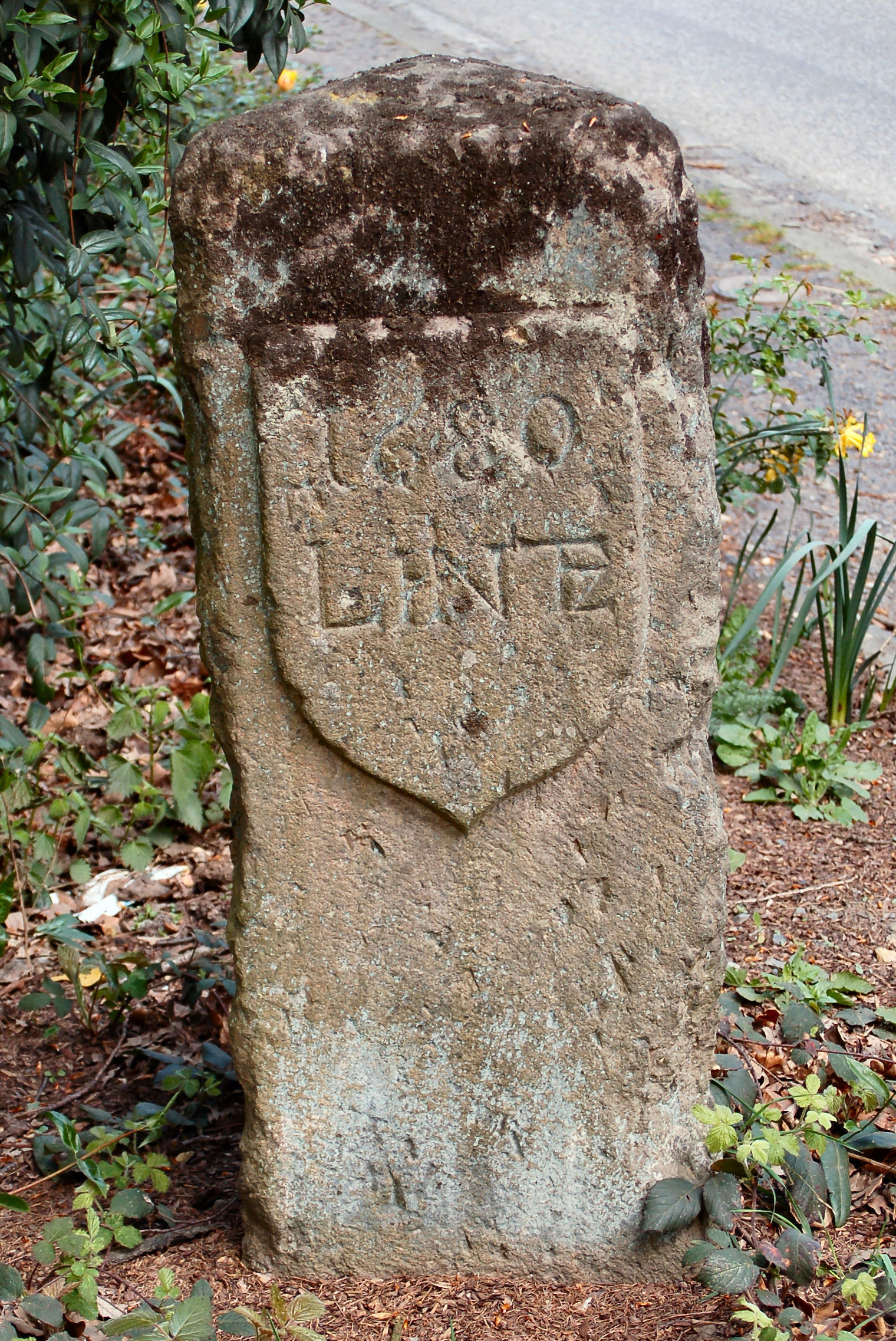
Grenzstein von 1680

Die Bezeichnung Reifstein geht auf einen Flurnamen zurück, der die Lage des Platzes an der früheren Grenze zwischen den Kirchspielen Erpel, Neustadt und Linz bzw. den kurkölnischen Ämtern Linz und Altenwied sowie der zum Domkapitel gehörenden Herrschaft Erpel, in preußischer Zeit zwischen den Bürgermeistereien Unkel, Neustadt und Linz beschreibt. Dort wurde 1680 ein Grenzstein errichtet, der an der Landesstraße 253 steht und heute die Grenze zwischen der Stadt Linz am Rhein und den Ortsgemeinden Erpel und Vettelschoß markiert. Reifstein wird daher als „Reifel-“ bzw. „Riffelstein“ gedeutet, die Bezeichnung für einen an einem Rand gelegenen (Grenz)Stein mit Markierungs-Rillen, auch Riefen genannt.
1778 war in der Flur ein erstes Wohn- bzw. Jagdhaus gebaut worden, das ursprünglich als Forsthütte diente. In den 1920er-Jahren kam ein Forsthaus hinzu, das bis nach dem Zweiten Weltkrieg durch den Revierförster genutzt wurde und seither als Wohnhaus dient. Zu dem Areal gehört neben verschiedenen Nebengebäuden und Teichen auch ein Pferdestall. Der Wohnplatz Reifstein, der im Jahre 2005 acht Einwohner zählte, wird derzeit als Wohn- und Bürogebäude durch ein Baumpflegeunternehmen und eine Beratungs-GbR genutzt.
Zu Reifstein gezählt wurde auch ein Bereich östlich der Landesstraße, der 1923/24 bebaut worden war. Mit Wirkung zum 16. März 1974 kam es zu Grenzkorrekturen, bei denen dieses Areal der Ortsgemeinde Vettelschoß übereignet wurde. 1993 ging ein weiterer Teilbereich in der Flur Reifstein von Erpel auf Vettelschoß über. Postalisch zählt Reifstein zu Kretzhaus bzw. Linz am Rhein und telefonisch zu Vettelschoß, während die Müllabfuhr gemeinsam mit dem zwei Straßenkilometer an der L 253 nördlich gelegenen und zur Ortsgemeinde Rheinbreitbach gehörenden Rottlandhof erfolgt.